# Microdrosophila gangtokensis
Microdrosophila gangtokensis är en tvåvingeart som beskrevs av Gupta 1991. Microdrosophila gangtokensis ingår i släktet Microdrosophila och familjen daggflugor. Inga underarter finns listade i Catalogue of Life.